# Lisa Tauxe
Lisa Tauxe (* 1956 in Rochester, Minnesota) ist eine US-amerikanische Geophysikerin, die sich vorrangig mit Paläomagnetismus befasst. Sie lehrt und forscht an der Scripps Institution of Oceanography der University of California, San Diego.

## Werdegang
Lisa Tauxe wurde in Rochester im Bundesstaat Minnesota geboren, lebte in ihrer Jugend allerdings zeitweise in der Schweiz und besuchte dort das Ecole d’Humanité. Im Anschluss kehrte sie in die Vereinigten Staaten zurück und begann ein Studium an der Yale University, das sie 1978 mit einem Bachelor of Science abschloss. Anschließend wechselte sie an die Columbia University, an der sie 1982 den Master of Arts sowie den Master of Philosophy erhielt und im Jahr darauf zum Ph.D. promoviert wurde. Direkt nach ihrer universitären Ausbildung begann Tauxe ihre Tätigkeit an der Scripps Institution of Oceanography der University of California, San Diego, an der sie bis heute in Forschung und Lehre wirkt und die Professur für Geophysik innehat.

## Wissenschaftliches Schaffen
Tauxe zählt zu den führenden Wissenschaftlern auf dem Gebiet des Paläomagnetismus. Sie beschäftigt sich insbesondere mit Fragen der Paläointensität, der Intensität des Erdmagnetfeldes im historischen Verlauf. In diesem Zusammenhang entwickelte sie neue experimentelle Methoden, um die natürliche Remanenz von magnetisierten Gesteinen zu messen und führte dabei neue Materialien in das Fachgebiet ein, beispielsweise Kupferschlacke oder basaltisches Glas. Ferner postulierte Tauxe eine neue Theorie, wie Sedimente und Sedimentgesteine ihre paläomagnetischen Eigenschaften erlangen. Außerdem führte sie neue statistische Verfahren ein, um Messergebnisse und deren Interpretation zu präzisieren.
Insgesamt ist Tauxe an knapp 200 wissenschaftlichen Publikationen beteiligt und hat zwei Lehrbücher verfasst.

## Ehrungen
1996 wurde Tauxe in die American Geophysical Union aufgenommen, ebenso wie 2003 in die Geological Society of America, die ihr im gleichen Jahr den George P. Woollard Award verlieh. Der Aufnahme in die American Association for the Advancement of Science im Jahre 2011 folgten die Verleihung der Benjamin Franklin Medal sowie der Arthur L. Day Medal, jeweils 2014. Darüber hinaus ist Tauxe gewähltes Mitglied der National Academy of Sciences (2015) sowie der American Academy of Arts and Sciences (2016). Für 2023 wurde ihr die Petrus Peregrinus Medal der European Geosciences Union zugesprochen, für 2024 die John Adam Fleming Medal der American Geophysical Union.

## Persönliches
Tauxe ist mir Hubert Staudigel verheiratet, der ebenfalls als Geophysiker an der Scripps Institution of Oceanography tätig ist. Das Paar hat zwei Söhne.

## Schriften
- Paleomagnetic Principles and Practice, Kluwer 1998, 2003
- Essentials of Paleomagnetism, University of California Press 2010
- Sedimentary records of relative paleointensity of the geomagnetic field: theory and practice, Reviews of Geophysics, Band 31, 1993, S. 319–354
- mit T. A. T. Mullender, T. Pick: Potbellies, wasp-waists, and superparamagnetism in magnetic hysteresis, Journal of Geophysical Research: Solid Earth, Band 101, 1996, S. 571–583
- mit Peter A. Selkin: Long-term variations in palaeointensity, Philosophical Transactions of the Royal Society of London A, Band 358, 2000, S. 1065–1088